# یوهو کاسمانن
یوهو کاسمانن (انگلیسی: Juho Kuosmanen؛ زادهٔ ۱۹۷۹ (۴۵–۴۶ سال)) کارگردان فیلم، فیلم‌نامه‌نویس، هنرپیشه اهل فنلاند است. او در سال ۲۰۱۴ از دانشکده هنر، طراحی و معماری دانشگاه آلتو فارغ‌التحصیل شد و پایان‌نامه او فیلم کوتاهی به نام «فروشندگان نقاشی» بود و به خاطر همین فیلم در سال ۲۰۱۰ موفق به کسب جایزه سینه فونداسیون از جشنواره فیلم کن شد.
یوهو کاسمانن در سال ۲۰۱۶ با اولین فیلم بلند خود به نام «شادترین روز زندگی اولی مکی» توانست جایزه بهترین فیلم بخش نوعی نگاه جشنواره کن را دریافت کند.
او در هفتاد و چهارمین دوره جشنواره فیلم کن برای فیلم کوپه شماره ۶ به‌طور مشترک با فیلم قهرمان ساختهٔ اصغر فرهادی برنده جایزه بزرگ این جشنواره شد.